# Laetesia peramoena
Laetesia peramoena är en spindelart som först beskrevs av O. Pickard-Cambridge 1879.  Laetesia peramoena ingår i släktet Laetesia och familjen täckvävarspindlar. Inga underarter finns listade i Catalogue of Life.